# Banjarsari (Sukaresik)
Banjarsari is een bestuurslaag in het regentschap Tasikmalaya van de provincie West-Java, Indonesië. Banjarsari telt 3383 inwoners (volkstelling 2010).